# Alfonso II delle Asturie
Alfonso Froilaz, detto el Casto, "il Casto" (Alfonso anche in spagnolo e in asturiano, Alfons in catalano, Afonso in galiziano e in portoghese, Alifonso in aragonese e Alfontso in basco; Oviedo, 759 – Oviedo, 20 marzo 842), fu re delle Asturie per un breve periodo nel 783 e poi dal 791 all'842.

## Origine
Alfonso era figlio del re delle Asturie, Fruela I e di Munia di origine vascona, della zona di Álava, come ci viene confermato sia dallo storico e genealogista spagnolo, Salazar y Castro, che dalla Historia Silense (Froyla…Domuit quoque Navarros sibi rebellantes; unde uxorem nomine Monniam accipiens, genuit ex ea filium, cui nomen patris sui imposuit, Adefonsum.).

Fruela I delle Asturie era figlio del re delle Asturie, Alfonso I e di Ermesinda, figlia del principe delle Asturie, Pelagio e di sua moglie Gaudiosa, di cui non si conoscono gli ascendenti, come ci viene confermato sia da Salazar y Castro, che dal CHRONICON  ALBELDENSE.

## Biografia
Nel 768, suo padre, Fruela fu ucciso da un suo uomo come viene riportato da tutte le fonti.

Secondo il Sebastiani Chronicon, dopo aver regnato undici anni e tre mesi, Fruela fu sepolto a Oviedo, città che, come riporta La web de las biografias, secondo la tradizione, fu da lui fondata.
Siccome Alfonso era ancora in tenera età, secondo il Diccionario biográfico español, Real Academia de la Historia, la nobiltà non lo prese in considerazione e, ancora secondo La web de las biografias, la nobiltà decise di eleggere come suo successore al trono Aurelio, il primogenito dello zio Fruela di Cantabria, figlio di Pietro di Cantabria e fratello di Alfonso il Cattolico, mentre Alfonso, ancora bambino, fu posto sotto la protezione della zia (sorella del padre), la futura regina delle Asturie, Adosinda, malgrado esista una tradizione che dice che egli fosse portato al monastero di Samos, in Galizia.

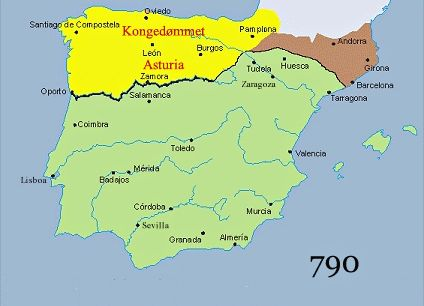
Mappa della penisola iberica, nel 790, all'inizio del regno di Alfonso II

Il regno delle Asturie, nell'814, al tempo di Alfonso II.

Aurelio morì di morte naturale, nel 774, nella valla di Langreo, dove aveva posto la sua residenza e dove fu sepolto; il Chronicon Compostellani riporta che Aurelio regnò per 6 anni e 6 mesi. 

Siccome Alfonso, figlio ed erede del predecessore di Aurelio, Fruela I, era ancora molto giovane, secondo il Diccionario biográfico español, Real Academia de la Historia, la nobiltà elesse al trono Adosinda, unitamente al marito, Silo, che divenne re delle Asturie, come confermano sia il CHRONICON  ALBELDENSE, che la CRONICA ROTENSIS.
Secondo la Cronaca di Alfonso III, durante il regno di Silo e Adosinda, Alfonso fu il ciambellano, occupandosi della gestione del Palazzo, con tutto quel che ne conseguiva (controllo della guardia personale, capo dell'amministrazione e del cerimoniale, ecc.).
Alla morte di Silo, nel 783, Adosinda, senza eredi, proclamò re delle Asturie suo nipote, Alfonso, che ormai era maggiorenne ed era già governatore di palazzo con Silo. Ma il fratellastro di Adosinda, Mauregato, figlio naturale di Alfonso I e di una schiava araba, con l'appoggio di parte della nobiltà, spodestò il nipote, Alfonso, che, come conferma la CRONICA ROTENSIS fu allontanato dal regno dallo zio, Mauregato e trovò ospitalità presso i parenti della madre ad Alava (Adefonsum de regno expulit. Quo fugiens Adefonsus Alabam petiit propinquisque matris sue se contulit). 

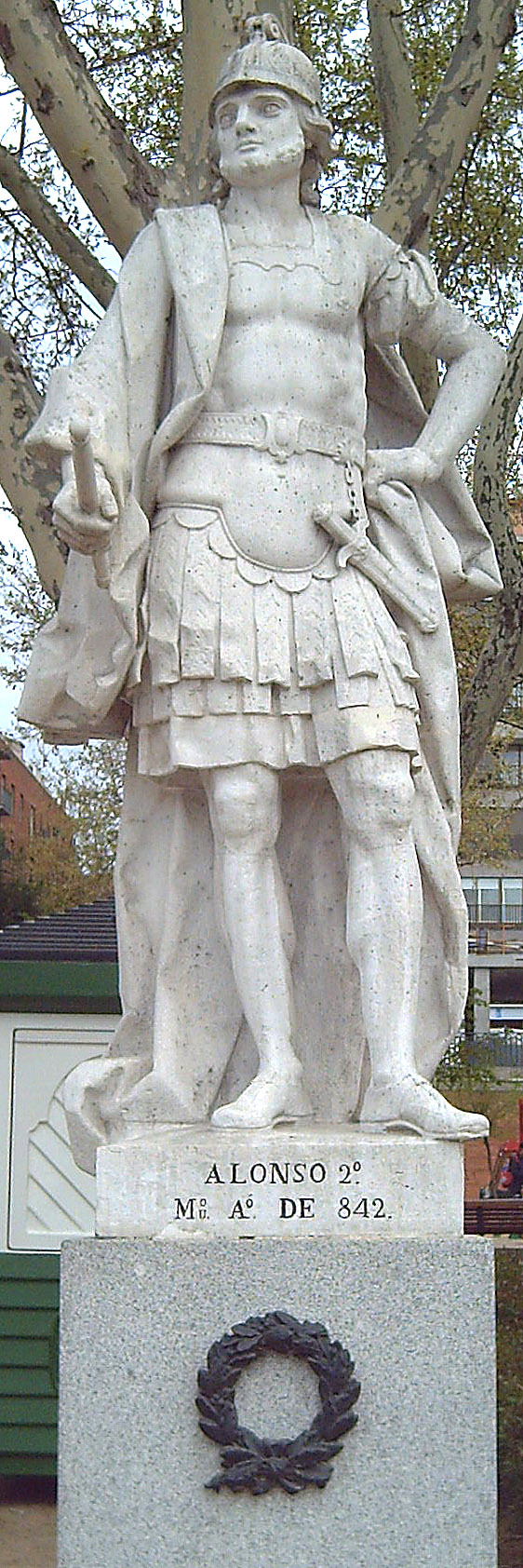
Statua di Alfonso II delle Asturie, che si trova nel Paseo de la Argentina, a Madrid

Mauregato morì nel corso del 789, secondo tutte le cronache dell'epoca, di morte naturale (Morte propria discessit) e fu sepolto nella Chiesa di San Giovanni (Santianes de Pravia); il Chronicon Compostellani riporta che Mauregato regnò per 5 anni e 6 mesi, mentre il CHRONICON  ALBELDENSE, riporta 5 anni.
A Mauregato, come riporta il Sebastiani Chronicon, succedette Bermudo, detto il Monaco o il diacono, fratello minore di Aurelio, che, in gioventù, come conferma La web de las biografias, era stato avviato alla carriera ecclesiastica, forse divenendo diacono, da cui il soprannome.

Dopo aver subito diverse sconfitte, da parte delle truppe di al-Andalus, Bermudo, nel 791, come riporta il Diccionario biográfico español, Real Academia de la Historia subì una disfatta da parte delle truppe musulmane, in Galizia, nei pressi di Villafranca del Bierzo, sulle rive del fiume Burbia,  nella regione del Bierzo (oggi nella comarca di Ponferrada), come riporta anche  il CHRONICON  ALBELDENSE. 

In seguito alla disfatta di cui sopra, Bermudo abdicò a favore di Alfonso, con cui, dopo essere tornato al suo antico stato clericale, divenendo diacono, visse in buona armonia per il resto della sua vita, come confermano tutte le cronache del periodo. Alfonso, secondo la CRONICA ROTENSIS, fu proclamato re il 14 settembre dello stesso anno (791).
Si sa che mantenne contatti con l'Imperatore Carlo Magno, dal momento che si conoscono tre sue delegazioni asturiane giunte alla corte dei Franchi negli anni 796, 797 e 798, sebbene si ignorino gli argomenti dei quali trattarono; gli Annales Laurissenses et Einhardi confermano che inviò un suo emissario di nome Frola. Da un lato si pensa che potesse trattarsi del mantenimento dell'integrità del regno asturiano di fronte agli attacchi dei fratelli musulmani Ibn Mughīt (‘Abd al-Karīm ibn Mughīt e ‘Abd al-Malik ibn Mughīt, rispettivamente nel 796 e nell'803) a est delle Asturie. Dall'altro lato si crede possa essersi trattato di temi legati all'eresia adozionista contro cui Carlo Magno combatteva attivamente.
La dottrina adozionista era nata ad opera dell'arcivescovo di Toledo, Elipando e aveva preso vigore durante il regno di Mauregato e pur se contrastata dal monaco Beato di Liébana, con l'appoggio di Felice, stimato teologo del tempo e vescovo di Urgell, era continuata sotto il regno di Bermudo I e durante il regno di Alfonso II intervenne anche il re dei Franchi, Carlo Magno, che, prima promosse il sinodo di Francoforte, nel 794, e poi, il concilio di Aquisgrana, dell'800, in cui le tesi di Elipando e Felice furono demolite da un monaco, filosofo e teologo britannico, Alcuino di York, come riportano lo scrittore, storico, medievista britannico, Montague Rhodes James e lo storico britannico, Alexander Hamilton Thompson.

Alfonso II conquistò (temporaneamente) Lisbona nel 798, come confermano gli Annales Laurissenses et Einhardi.
Secondo  il CHRONICON  ALBELDENSE, nel suo decimo anno di regno (801), Alfonso II fu deposto e costretto a rifugiarsi nel monastero di 
Ablaña, da dove tornò a Oviedo dopo pochi mesi.
Alfonso II combatté i mussulmani e batté contemporaneamente due loro eserciti, inviati da Al-Hakam ibn Hisham a Narón e da Abd al-Rahman II ad Anceo (825). Grazie alle sue vittorie contro i musulmani, stipulò un trattato di pace di 15 anni con al-Andalus, che gli permise di consolidare, ripopolandole, la presenza cristiana, in Galizia, León e Castiglia, ed iniziò l'insediamento nel nord del Portogallo.
In quello stesso periodo iniziò la costruzione di villaggi fortificati e castelli (da cui poi il nome di Castiglia) nella parte orientale del regno.

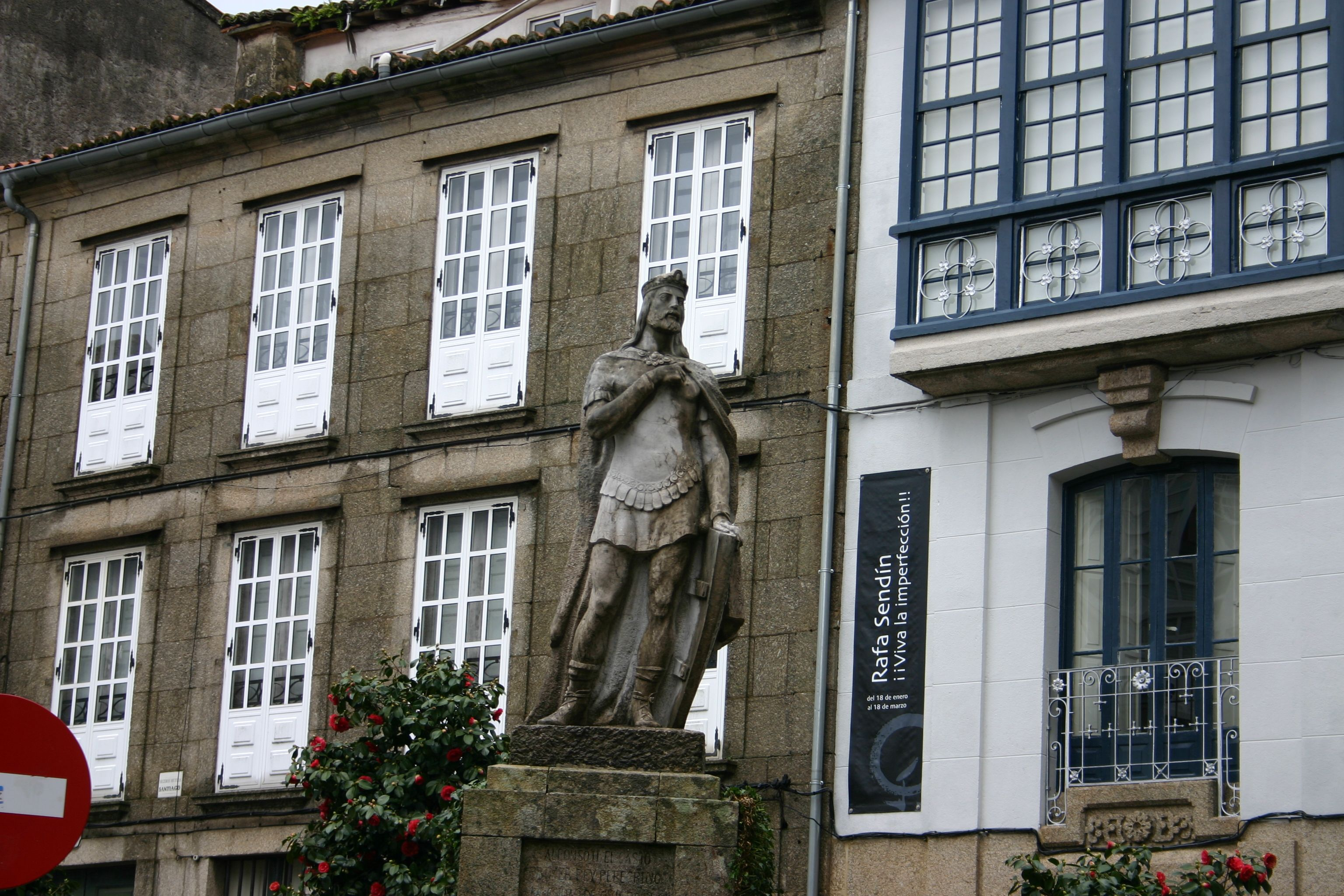
Statua di Alfonso II a Santiago de Compostela

Spostò la propria corte da Pravia a Oviedo (secondo il Diccionario biográfico español, Real Academia de la Historia, lo fece poco dopo essere stato incoronato), dove costruì varie chiese e un palazzo. Attualmente sopravvivono solo pochi resti della chiesa di San Tirso. Fuori dei limiti della Oviedo dei suoi tempi edificò la Santullano.

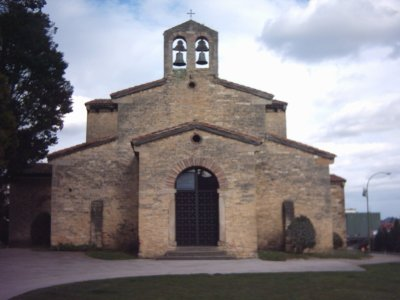
Chiesa di San Giuliano de los Prados o Santullano, a Oviedo.

La tradizione dice che durante il suo regno si scoprì la tomba dell'Apostolo san Giacomo (Santiago) per merito di un eremita di Compostela nell'anno 814, che il re convertì nel centro del pellegrinaggio incentrato sul Cammino di Santiago per tutta la Cristianità, come ricorda La web de las biografias. Secondo questo racconto, Alfonso fu il primo pellegrino della storia del Cammino.
La Cronaca Sebastianense dice che egli morì nell'842 «dopo aver conservato per 52 anni casto, sobrio, immacolato, pio e glorioso il governo del regno» e fu sepolto nella chiesa di Santa Maria di Oviedo, da lui fondata; il Chronicon Compostellani riporta che Alfonso II regnò per 52 anni, 5 mesi e 13 giorni.

Alla sua morte gli succedette il cugino, Ramiro I, figlio di Bermudo I.

## Matrimonio e discendenza
Secondo  il CHRONICON  ALBELDENSE, Alfonso II ebbe una moglie con cui condusse una vita molto casta (Absque  uxore castissimam vitam  duxit); secondo la Memorias de las reynas catholicas era di stirpe francese di nome Berta o Bertinalda .

Di Alfonso II non si conosce alcuna discendenza.

### Fonti primarie
- (LA)  Anastasii abbatis opera omnia.
- (LA)  CRONICA ROTENSIS)
- (LA)  Cronica de Alfonso III
- (LA)  Historia silense
- (LA)  España sagrada. Volumen 13
- (LA)  España sagrada. Volumen 23
- (LA)  Monumenta Germaniae Historica, Scriptores (in Folio), tomus 1

### Letteratura storiografica
- Rafael Altamira, Il califfato occidentale, in Henry Melvill Gwatkin (a cura di), L'espansione islamica e la nascita dell’Europa feudale, «Storia del mondo medievale», II volume, Milano, Garzanti, 1999  [1979],  pp. 477-515, SBN RAV0065639.
- Montague Rhodes James, Cultura e letteratura sino a papa Silvestro II, in Zachary Nugent Brooke (a cura di), La riforma della chiesa e la lotta fra papi e imperatori, «Storia del mondo medievale», IV volume, Milano, Garzanti, 1999  [1979],  pp. 54-83, SBN TO00942175.
- Alexander Hamilton Thompson, La dottrina medioevale al concilio lateranense del 1215, in Z. N. Brooke, Charles William Previté-Orton e John Riley Tanner (a cura di), Il trionfo del papato e lo sviluppo comunale, «Storia del mondo medievale», V volume, Milano, Garzanti, 1999,  pp. 496-567, SBN CSA0112439.
- (ES) Historia Genealógica de la Casa de Lara. URL consultato il 5 aprile 2023.
- (ES) Cronología y genealogía de los Reyes de Asturias. URL consultato il 5 aprile 2023.
- (ES) Memorias de las reynas catholicas. URL consultato il 5 aprile 2023.